# Embres-et-Castelmaure
Embres-et-Castelmaure település Franciaországban, Aude megyében. Lakosainak száma 158 fő (2022. január 1.). Embres-et-Castelmaure Feuilla, Fraissé-des-Corbières, Saint-Jean-de-Barrou, Tuchan, Villeneuve-les-Corbières és Opoul-Périllos községekkel határos.

## Népesség
A település népessége az elmúlt években az alábbi módon változott:
| Lakosok száma | 224  | 192  | 169  | 148  | 153  | 153  | 152  | 153  | 152  | 158  |
|               | 1968 | 1982 | 1990 | 2006 | 2013 | 2015 | 2017 | 2019 | 2020 | 2022 |